# Коврижка
Коврижка (від «коврига» — цілісний хліб) — плоский і високий виріб з пряничного тіста, що складається з пластів товщиною не менше трьох сантиметрів, прошарованих начинкою або без неї. Один із популярних десертів кухні давньої Русі.

## Опис
Історія коврижок і пряників на Русі починається з IX століття, тільки тоді вони називалися медовими коржами і виготовлялися з борошна, меду та ягідного соку.
Появу слова «коврижка» різні джерела відносять до XIII-XV століть.
Основні компоненти пряників: борошно, мед, родзинки, горіхи, цукор.
Часто пряник складається з двох шарів тіста і шару варення або повидла між ними. Верхній шар тіста покривається глазур'ю, приготовленою із цукрової пудри.
Завдяки вмісту меду, пряник довго не черствіє.
Часто цю випічку називають пісною, оскільки вона дозволена до вживання під час не дуже строгих днів посту, і за досить мізерного пісного харчування така їжа — справжні ласощі.